# 三十六貝歌合

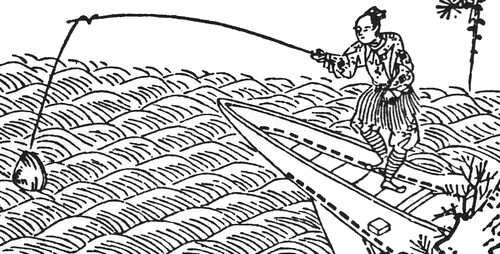
御伽草子 『蛤の草子』

三十六貝歌合（さんじゅうろくかいうたあわせ）は、貝類を題材とした歌合形式の秀歌選である。

## 概要
「潜蜑子」と署名された1690年（元禄3年）の序を持つこと以外、編者や成立年代については明らかでない。古今和歌集仮名序を模した序に続き、三十六番歌合形式による72首、及び貝に関するその他の歌41首を掲載する。序も含めた歌数は重複を除き85首、題材とされた貝類の名称は重複を除き51種である。出典となる歌集は、勅撰集・私撰集・私家集・歌合・定数歌と広い範囲にわたり、出典不明の歌も含まれる。写本は上下二巻に分かれており、上巻には序と歌合の前半18番36首、下巻には歌合の後半18番36首と残りの歌を収める。歌合の後半部には重複歌が多く、下巻全体の構成も雑然としていることから、上巻の序と18番のみが、本来の『三十六貝歌合』だった可能性もある。

## 歌題と歌人
|   | 貝         | 作者     |    | 貝       | 作者    |    | 貝       | 作者     |   | 貝       | 作者    |
| - | ---------- | -------- | -- | -------- | ------- | -- | -------- | -------- | - | -------- | ------- |
| 1 | あこやの貝 | 西行法師 | 2  | しほ貝   | 紀貫之  | 3  | まてかた | 家隆     | 4 | ほたる貝 | [ @ 4 ] |
| 5 | あま貝     |          | 6  | したゝミ | [ @ 5 ] | 7  | したゝミ | 西行法師 | 8 | 身なし貝 |         |
| 9 | 身なし貝   | [ @ 7 ]  | 10 | にしき貝 |         | 11 | にしき貝 | [ @ 8 ]  |   |          |         |

|    | 左         | 作者       | 右         | 作者                |    | 左         | 作者         | 右       | 作者         |
| -- | ---------- | ---------- | ---------- | ------------------- | -- | ---------- | ------------ | -------- | ------------ |
| 1  | すたれ貝   | 西行法師   | わすれ貝   | 順徳院御製          | 2  | 梅の花貝   | 俊頼朝臣     | 花貝     | 讀人しらす   |
| 3  | 櫻貝       | 定家卿     | ますほ貝   | 西行法師            | 4  | むらさき貝 | 讀人不知     | 白貝     | よミ人しらす |
| 5  | なてしこ貝 | 西行法師   | 浪まかしハ | 讀人しらす          | 6  | きぬた貝   | よミ人しらす | 枕貝     | 大江廣重     |
| 7  | 錦貝       | 三條院御製 | 色貝       | 讀人しらす          | 8  | ほらの貝   | 寂蓮法師     | みやこ貝 | よミ人しらす |
| 9  | うらうつ貝 | 敦隆       | さたへ     | 讀人しらす          | 10 | 千鳥貝     | よみ人しらす | 雀貝     | よみ人しらす |
| 11 | 板屋貝     | 信実       | あこ屋貝   | 西行法師            | 12 | あはひ     | 牡丹花       | かたし貝 | 後花園院御製 |
| 13 | うつせ貝   | 讀人不知   | 身なし貝   | 高臺院入道 二品親王 | 14 | あさり     | 光俊         | 塩貝     | 師兼         |
| 15 | 物あら貝   | 讀人しらす | 津貝       | 鴨長明              | 16 | 芦貝       | 津守國冬     | 溝貝     | 讀人しらす   |
| 17 | はまくり   | 西行法師   | しゝみ貝   | 為尹                | 18 | 小貝       | 源師光       | 千種貝   | よミ人しらす |
| 19 | 簾貝       | 西行法師   | 忘貝       | 元真                | 20 | 梅花貝     | 俊頼         | 櫻貝     | 定家         |
| 21 | 撫子貝     | 西行法師   | 花貝       | 讀人不知            | 22 | 溝貝       | 讀人不知     | まて     | 為家         |
| 23 | 物あら貝   | 讀人不知   | かたつ貝   | 鴨長明              | 24 | 磯貝       | 柿本人丸     | 片貝     | 藤原康光     |
| 25 | 紫貝       | 讀人不知   | 芦貝       | 津守國冬            | 26 | 都貝       | 讀人不知     | 法螺     | 寂蓮法師     |
| 27 | 烏貝       | 西行法師   | 雀貝       | 西行法師            | 28 | 裏打貝     | 敦隆         | さたへ   | 西行法師     |
| 29 | 錦貝       | 讀人不知   | 色貝       | 菩提院關白          | 30 | 貼貝       | 西行法師     | 鮑       | 俊成卿       |
| 31 | 身無貝     | 讀人不知   | 空瀬貝     | 大納言師頼卿        | 32 | 浪間柏     | 讀人不知     | 文蛤     | 信實         |
| 33 | 蜆         | 為尹       | 蛤         | 俊頼                | 34 | 袖貝       | 西行法師     | 真蘓防貝 | 西行法師     |
| 35 | 千種貝     | 讀人不知   | 蜊         | 右大弁光俊          | 36 | 舟貝       | 讀人不知     | 白貝     | 讀人不知     |

斜体 は重複歌を示す。
| 貝              | 作者                                   | 貝     | 作者                  | 貝     | 作者                                      | 貝       | 作者                |
| --------------- | -------------------------------------- | ------ | --------------------- | ------ | ----------------------------------------- | -------- | ------------------- |
| 忘貝            | （定家） 中納言定頼 順徳院 讀人しらす  | 櫻貝   | 西行法師 前中納言定家 | まて   | （源英明） 家隆卿                         | 物あら貝 |                     |
| 片貝            | （二品法親王聖尊） （後花園院） 知家卿 | 法螺   | 行圓                  | 鮑     | （牡丹花） 慈鎮和尚 六条院宣旨 讀人しらす | 空瀬貝   | 讀人不知 俊頼朝臣   |
| 文蛤            | [ @ 64 ]                               | 蜆     | 讀人不知              | 蛤     | 西行法師                                  | 白貝     | [ @ 66 ]            |
| 舌鄙            | 西行法師                               | 海水貝 | （紀貫之） 師兼       | 枕貝   | 大江廣重                                  | 濱つゝら |                     |
| かき貝          | 西行法師                               | きす貝 |                       | われ貝 | 信実                                      | 小貝     | 西行法師 （源師光） |
| 烏貝の かくし題 | 隆信朝臣                               | 海松   | 惠慶法師 （伊勢）     | 蝉貝   | [ @ 76 ]                                  |          |                     |

斜体 は重複歌を示す。

## 伝本
- 恩頼堂文庫旧蔵 伝霊元天皇宸筆 孤本

## 類書
1748年（延享5年）に京都と江戸で出版された『教訓注解 繪本貝歌仙』（東北大学狩野文庫）には、36種の貝が和歌・挿絵と共に掲載されている。
| 1  | すだれ貝   | 2  | わすれ貝 | 3  | 梅の花貝   | 4  | 桜貝         | 5  | 花貝       | 6  | ますう貝 |
| 7  | むらさき貝 | 8  | 白貝     | 9  | なでしこ貝 | 10 | なミまがしわ | 11 | きぬた貝   | 12 | まくら貝 |
| 13 | にしき貝   | 14 | いろ貝   | 15 | ほらの貝   | 16 | ミやこ貝     | 17 | うらうつ貝 | 18 | さたへ貝 |
| 19 | 千鳥貝     | 20 | すゞめ貝 | 21 | いたや貝   | 22 | あこや貝     | 23 | あわび     | 24 | かたし貝 |
| 25 | うつせ貝   | 26 | 身なし貝 | 27 | あさり     | 28 | しほ貝       | 29 | 物あら貝   | 30 | かたつ貝 |
| 31 | あし貝     | 32 | みぞ貝   | 33 | はまぐり   | 34 | しゞみ貝     | 35 | こがい     | 36 | ちくさ貝 |

桜貝と花貝が入れ替わっていることを除けば、配列も含め、貝も和歌も本書の上巻の18番歌合と一致している。貝を三十六歌仙に擬したものとして、この36首が定型化していたことがわかる。

### 和歌出典
1. ↑  『山家集』 下 8383
2. ↑  『古今和歌集』 巻第十九 短歌（実際は長歌）01002 の一部。
3. ↑  『新勅撰和歌集』 巻第十九 雑歌四 01290
4. ↑  『壬二集』 中 13631
5. ↑  『拾遺和歌集』 巻第七 物名 したゝみ 00413
6. ↑  『山家集』 下 8376
7. ↑  『夫木和歌抄』 第二十五 雑部七 11401 光台院入道二品のみこ
8. ↑  長久元年五月六日斎宮良子内親王貝合 29
9. ↑  『山家集』 下 8188
10. ↑  『夫木和歌抄』 第二十七 雑部九 13080
11. ↑  『夫木和歌抄』 第二十七 雑部九 13092
12. ↑  『夫木和歌抄』 第二十七 雑部九 13099
13. ↑  『建保名所百首』
14. ↑  『夫木和歌抄』 第二十七 雑部九 13103
15. ↑  『夫木和歌抄』 第二十七 雑部九 13107
16. ↑  『歌枕名寄』 第十八 4849
17. ↑  『夫木和歌抄』 第二十七 雑部九 13102
18. ↑  『藻塩草』 第十三
19. ↑  『倭訓栞』「まくらがひ」
20. ↑  『夫木和歌抄』 第二十五 雑部七 11750
21. ↑  『夫木和歌抄』 第三十五 雑部十七 16550
22. ↑  『夫木和歌抄』 第二十七 雑部九 13097
23. ↑  『夫木和歌抄』 第二十七 雑部九 13101
24. ↑  『山家集』 下 8372
25. ↑  『新古今和歌集』 巻第十八 雑歌下 御返し 後白川院御歌 01726
26. ↑  『山家集』 下 8190
27. ↑  『新撰和歌六帖』 第三 1159
28. ↑  『後花園院集』 478
29. ↑  『続後撰和歌集』 巻第十八 雑歌下 題しらす 好忠 01232
30. ↑  『新撰和歌六帖』 第三 1160
31. ↑  『師兼卿千首』
32. ↑  『海道記』
33. ↑  『新千載和歌集』 巻第二十 慶賀歌 02357
34. ↑  『夫木和歌抄』 第三十五 雑部十七 俊頼朝臣 16750
35. ↑  『山家集』 下 8382
36. ↑  『為尹卿千首』
37. ↑  『夫木和歌抄』 第二十三 雑部五 10298（『御室五十首』旅3首の1首 801）
38. ↑  『夫木和歌抄』 第二十七 雑部九 13096
39. ↑  『夫木和歌抄』 第二十七 雑部九 13078
40. ↑  『拾遺愚草員外』 雑歌上 11418
41. ↑  『新後撰和歌集』 巻第十二 恋歌二 弘長元年百首歌奉りける時、不逢恋 00937
42. ↑  『後撰和歌集』 巻第十三 恋歌五 せうそこかよはしけれともまたあはさりける男を、これかれあひにけりといひさはくを、あらかはさなりとうらみつかはしけれは 00904
43. ↑  『万葉集』 第十一 2796
44. ↑  『夫木和歌抄』 第二十五 雑部七 11592
45. ↑  『山家集』 下 8191
46. ↑  『夫木和歌抄』 第二十七 雑部九 13105
47. ↑  『夫木和歌抄』 第二十七 雑部九 13084
48. ↑  『新後撰和歌集』 巻第十二 恋歌二 堀川院に、百首歌たてまつりける時 00929
49. ↑  『夫木和歌抄』 第六 春部六 2087
50. ↑  『山家集』 下 8187
51. ↑  『夫木和歌抄』 第二十七 雑部九 13100
52. ↑  『拾遺愚草』 上 9719
53. ↑  『後拾遺和歌集』 第八 別 さぬきへまかりける人につかはしける 00486
54. ↑  『万葉集』 第七 1147
55. ↑  『山家集』 下 8186
56. ↑  『後撰和歌集』 巻第十三 恋歌五 心にもあらてひさしくとはさりける人のもとにつかはしける 00917
57. ↑  『新葉集』 第十二 恋歌二 730
58. ↑  『新撰和歌六帖』 第五 1463
59. ↑  『拾玉集』 第二 3243
60. ↑  『夫木和歌抄』 第二十六 雑部八 12052
61. ↑  『新勅撰和歌集』 巻第十四 恋歌四 00874
62. ↑  『夫木和歌抄』 第二十五 雑部七 11397 従三位範宗卿
63. ↑  『続後撰和歌集』 巻第十七 雑歌中 01167
64. ↑  『新撰和歌六帖』 第三 1156
65. ↑  『万葉集』 第六 997
66. ↑  長久元年五月六日斎宮良子内親王貝合
67. ↑  『山家集』 下 8371
68. ↑  『夫木和歌抄』 第二十七 雑部九 13095
69. ↑  『山家集』 下 8185
70. ↑  『山家集』 下 8184
71. ↑  『続後拾遺和歌集』 巻第七 物名 からすかひ 00520
72. ↑  『恵慶法師集』 23982
73. ↑  『恵慶法師集』 24048
74. ↑  『夫木和歌抄』 第二十五 雑部七 11516
75. ↑  『伊勢集』 18607
76. ↑  長久元年五月六日斎宮良子内親王貝合